# Hans Kalt
Hans Kalt, švicarski veslač, * 26. marec 1924, † 2. januar 2011.
Kalt je za Švico nastopil na Poletnih olimpijskih igrah 1948 in 1952.
V Londonu je v dvojcu brez krmarja nastopil z bratom Josefom Kaltom in osvojil srebrno medaljo. V Helsinkih je štiri leta kasneje v isti disciplini nastopil s Kurtom Schmidom in osvojil bronasto medaljo.